# صدف مته‌ای ریزدنده
صدف مته‌ای ریزدنده (نام علمی: Terebra protexta) نام یک گونه از سرده مته‌ای‌ها است.